# Янувек (Венґровський повіт)
Янувек (пол. Janówek) — село в Польщі, у гміні Вежбно Венґровського повіту Мазовецького воєводства.
Населення — 157 осіб (2011).
У 1975-1998 роках село належало до Седлецького воєводства.

## Демографія
Демографічна структура станом на 31 березня 2011 року:
|          | Загалом | Допрацездатний вік | Працездатний вік | Постпрацездатний вік |
| -------- | ------- | ------------------ | ---------------- | -------------------- |
| Чоловіки | 83      | 17                 | 54               | 12                   |
| Жінки    | 74      | 13                 | 40               | 21                   |
| Разом    | 157     | 30                 | 94               | 33                   |